# استانکو بوبالو
استانکو بوبالو (کرواتی: Stanko Bubalo؛ زادهٔ ۲۶ آوریل ۱۹۷۳) بازیکن فوتبال اهل کرواسی بود.
از باشگاه‌هایی که در آن بازی کرده‌است می‌توان به باشگاه فوتبال شیروکی بریگ، باشگاه فوتبال اوسیک، و باشگاه فوتبال هایدوک اسپلیت اشاره کرد.
وی همچنین در تیم ملی فوتبال کرواسی بازی کرده‌است.